# Aldo Mattei
Aldo Mattei (Roma, 26 gennaio 1913 – Roma, 3 febbraio 1961) è stato un calciatore italiano, di ruolo attaccante.
Era noto come Mattei III.

## Carriera
Giocò in Serie A con la Lazio.